# Sant Andreu de Tona
Sant Andreu de Tona és una església amb elements neoclàssics, noucentistes i eclèctics de Tona (Osona) inclosa a l'Inventari del Patrimoni Arquitectònic de Catalunya.

## Descripció
Església d'una sola nau de capçalera recta, amb coberta d'arcs diafragmàtics semicirculars que descarreguen sobre unes columnes de capitells d'ordre jònic, de factura neoclàssica. Perpendicular als arcs hi ha un embigat de fusta que sosté la coberta. Als peus de la nau i sobre l'atri s'alça un cor. A les parets laterals i entre les columnes s'obren grans fornícules que encabeixen figures de Sants. La façana principal deixa entreveure les traces d'una factura barroca de perfils ondulants, un gran semicercle acabat per formes còncaves, amb un gran rosetó al centre i la portada també d'estructura barroca malgrat que les formes siguin menys ondulants. L'església ha estat restaurada recentment, encara que els criteris de restauració han respectat les diferents tipologies estructurals que caracteritzen l'eclecticisme de l'edifici. Adossada a l'església hi ha una capella que repeteix la mateixa estructura, però de dimensions reduïdes.

### Portada

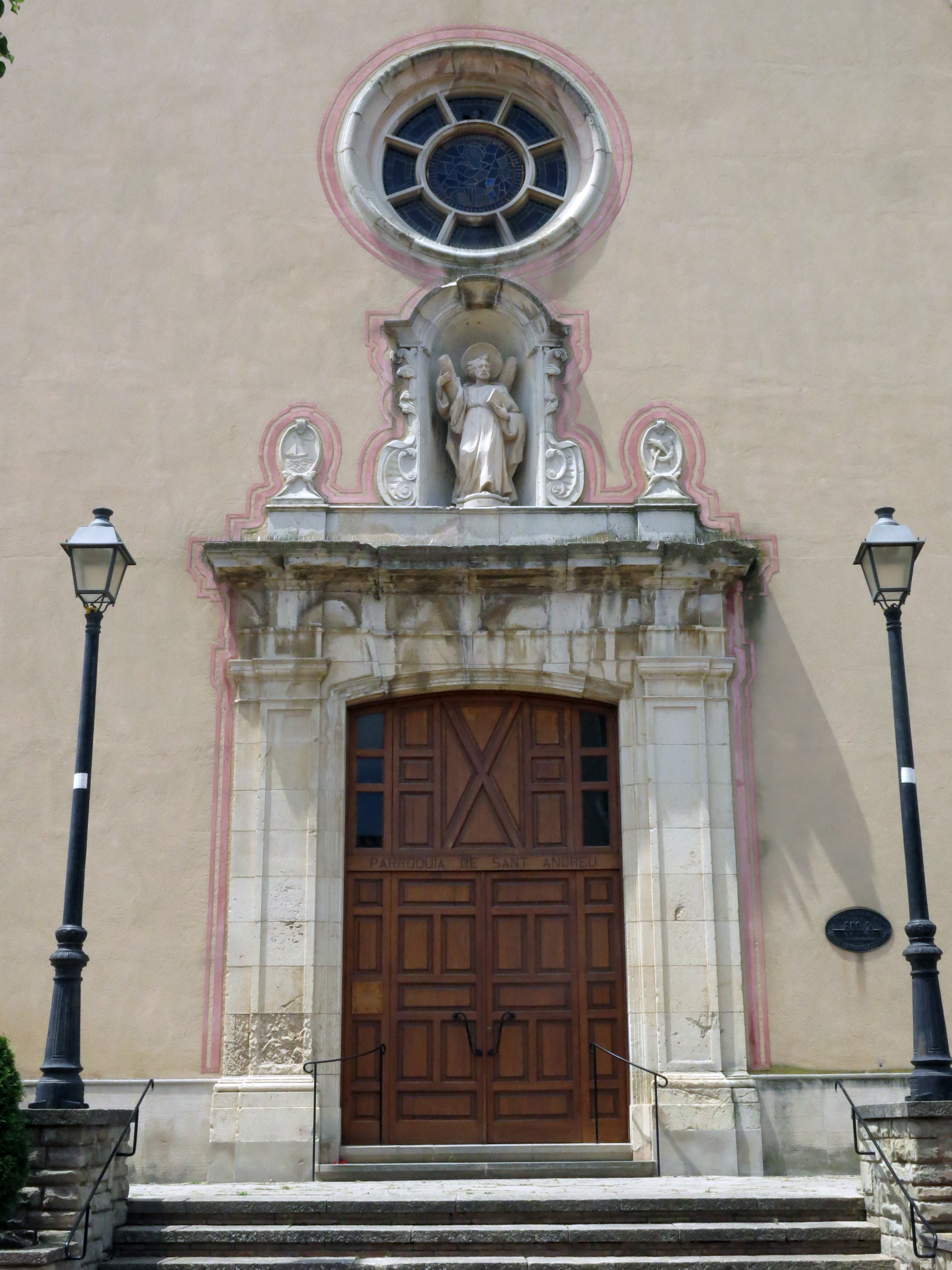
Portada

Porta d'arc escarser amb dues pilastres a banda i banda dels brancals, que sustenten un entaulament llis, amb motllures que diferencien l'arquitrau, el fris i la cornisa, que sosté dos medallons ovalats envoltats de fullatge amb motius religiosos al centre (palmes i pans). Coronant la porta hi ha una fornícula d'arc semicircular ornat amb fullatges als brancals, amb una figura de Sant Andreu amb la creu en aspa, col·locada de nou el 1972.

### Campanar
De torre, format per una base de dos pisos i tres nivells a la torre. Els nivells estan separats per una cornisa formada per motllures de pedra arrodonides i acaba amb una balustrada de pedra que envolta la campana, sostinguda per una estructura de ferro. Les obertures són d'arc de mig punt amb carreus carejats i escairats als brancals, excepte una del primer pis que és un ull de bou i les de la base són quadrades. El parament és de pedra reforçat amb maó a les cantonades i arrebossat i emblanquinat als panys llisos de paret.

## Història
Al segle xviii es va iniciar un llarg procés per aconseguir la construcció d'una nova església i traslladar-hi la funció parroquial, que fins llavors tenia l'església de Sant Andreu del castell de Tona. La demanda per part dels habitants del nucli de població al voltant del c/ de Tona topà amb l'oposició dels pagesos de la part alta (Prat de la Barroca, Planell, Riumbau), que volien la continuïtat parroquial a l'església del castell. El 1746 s'abandonà el culte habitual al castell i es traslladà a Santa Maria del Barri. L'1 de febrer de 1784, el Dr. Josep Rocafort llegà una gran quantitat de diners per la construcció de la nova església, si es començava a construir abans de sis anys. El 1790 la Reial Audiència n'autoritzava la construcció. Però els terrenys destinats a la nova parròquia eren propietats dels Riumbau i es negaren a vendre, malgrat que el 17 de febrer de 1794 es veieren obligats a la venda. La pedra es treia de les parets del castell, en runes. La desmuntaven i la tiraven rost avall i l'atansaven al lloc de la construcció. El dia 21 de juny de 1802 es posà la primera pedra de la nova construcció. Durant la guerra del Francès, el 1809, es van cremar les bastides i les cintres de la nova construcció. El 1813-14 es reprengué la construcció. El 1815 s'acaba de construir el creuer i, ja en ús la nova església, es decidí aturar la construcció per pagar els deutes, acabant-se definitivament el 1829. El 1834 les obres es reprenen, aturant-se de nou el 1840, quedant per fer el campanar i la façana. La construcció del campanar es va continuar el 1897. El 1911 ja devia estar acabat perquè hi ha notícies de la posada del rellotge i durant 1912 es parlava de la instal·lació de les campanes i d'un parallamps. Durant la Guerra Civil del 1936, es cremà l'església, que serà reconstruïda després de la guerra. El 1940 es presentaren el plànols definitius.